# Кресцентии
Кресцентии или Крешенци (лат. Crescentii; ит. Crescenzi) — патрицианский род, правивший Римом в конце X века, по окончании 60-летнего периода порнократии. Конец нахождению Крешенци у власти положила одновременная смерть в 1012 году главы рода и марионеточного папы Сергия IV, после чего две ветви рода приступили к выяснению отношений друг с другом.

## Общая характеристика
Сведений о родственных связях между различными патрициями по имени Кресцентий почти не сохранилось. Учёным остаётся только догадываться, кем они приходились друг другу, и по общей для них всех политике противостояния графам Тускулумским предполагать существование за этим именем обширного и могущественного клана феодалов.
Известно, что основные владения Кресцентиев находились в Сабинских холмах. В округе Рима они строили замки, куда удалялись в годы политических невзгод. Вассалы Кресцентиев были обязаны по их первому зову являться вооружёнными и защищать их интересы. Местом их пребывания в Риме служил замок Святого Ангела.
Экономическая мощь позволила Кресцентиям монополизировать должность римского префекта и под разными предлогами опустошать папскую казну. Помимо графов Тускулумских, единственным, кто мог противостоять им в этом, был император Священной Римской империи. Западные императоры Оттон I, Оттон II и Генрих II провозглашали себя защитниками папского престола — в первую очередь, от своеволия Кресцентиев.

## Представители
Первый патриций по имени Кресцентий появляется в записях за 901 год. В 974 году другой Кресцентий (вероятно, потомок предыдущего) взбунтовался против папы Бенедикта VI и заточил его в замке Святого Ангела, где он был умерщвлён. На папский престол он поставил антипапу Бонифация, однако его тут же сместил поддержанный императором Бенедикт VII. 
После смерти Оттона II, активно вмешивавшегося в итальянские дела императора, своевольные патриции воспрянули духом и протолкнули в 985 г. на папский престол своего ставленника, который принял имя Иоанна XV. Последующее десятилетие стало временем их политического триумфа, но избрание папы Григория V нанесло удар по их влиянию в Риме. Когда Иоанн Кресцентий пытался заручиться поддержкой Византии и свергнуть непокладистого папу, его родственник Оттон III не только восстановил Григория в 998 г. на престоле, но и осадил Кресцентия в замке Святого Ангела, где он и был подвергнут казни 29 апреля.
Иоанн II Кресцентий, сын предыдущего, после смерти Оттона вернулся в Рим из загородных владений, принял титул патриция и правил городом до самой смерти в 1012 году. Его наследники, узнав о смерти покорного им папы Сергия IV, привели в Латеранский дворец нового «понтифика», не удосужившись спросить мнения об этом человеке кардиналов. Их заносчивость привела к избранию конклавом на престол кандидата, близкого к Генриху II, под именем Бенедикта VIII. Именно он окончательно сокрушил могущество Кресцентиев.
До начала XII века в источниках упоминаются две конкурирующие ветви семейства, стефанианская и октавианская. В надежде вернуть былое могущество они в середине XI века поддерживали антипап Сильвестра III и Бенедикта X, но политических очков это им не прибавило.